# Hockey op de Olympische Zomerspelen 2012 – Mannen
Het hockeytoernooi voor mannen tijdens de Olympische Zomerspelen 2012 in Londen begint op 30 juli en eindigt op 11 augustus.
De twaalf deelnemende teams zijn verdeeld over twee groepen van zes, waarin een halve competitie wordt gespeeld. Aan het einde van de groepsfase gaan de nummers één en twee van elke groep door naar de halve finales. De andere ploegen spelen classificatiewedstrijden, om hun definitieve klassering te bepalen. De winnaars van de halve finales gaan door naar de finales, de verliezers van de halve finales spelen een wedstrijd om de bronzen medaille.

## Kwalificatie
| Toernooi                           | Datum               | Locatie         | Plaatsen | Gekwalificeerd             |
| ---------------------------------- | ------------------- | --------------- | -------- | -------------------------- |
| Gastland                           |                     |                 | 1        | Groot-Brittannië           |
| Aziatische Spelen 2010             | 15-25 november 2010 | Guangzhou       | 1        | Pakistan                   |
| Europees kampioenschap 2011        | 20-27 augustus 2011 | Mönchengladbach | 3        | België Duitsland Nederland |
| Pan-Amerikaanse Spelen 2011        | 14-30 oktober 2011  | Guadalajara     | 1        | Argentinië                 |
| Afrikaans kwalificatietoernooi     | 2-11 september 2011 | Bulawayo        | 1        | Zuid-Afrika Spanje*        |
| Oceania Cup 2011                   | 5-9 oktober 2011    | Hobart          | 2        | Australië Nieuw-Zeeland    |
| Olympisch kwalificatietoernooi I   | 15-26 februari 2012 | New Delhi       | 1        | India                      |
| Olympisch kwalificatietoernooi II  | 10-18 maart 2012    | Dublin          | 1        | Zuid-Korea                 |
| Olympisch kwalificatietoernooi III | 26 april-6 mei 2012 | Kakamigahara    | 1        | Zuid-Afrika                |
| Totaal                             |                     |                 | 12       |                            |

* Zuid-Afrika gaf zijn plaats op. Volgens de regels van de FIH ging de vrijgekomen plaats naar het land dat op dat moment het hoogste staat op de wereldranglijst en nog niet is geplaatst. In dit geval was dit Spanje

## Groepsfase

### Groep A
| # | Land             | Wedstrijden | Wedstrijden | Wedstrijden | Wedstrijden | Doelpunten | Doelpunten | Doelpunten | Punten |
| # | Land             | G           | W           | G           | V           | V          | T          | Saldo      | Punten |
| - | ---------------- | ----------- | ----------- | ----------- | ----------- | ---------- | ---------- | ---------- | ------ |
| 1 | Australië        | 5           | 3           | 2           | 0           | 23         | 5          | +18        | 11     |
| 2 | Groot-Brittannië | 5           | 2           | 3           | 0           | 14         | 8          | +6         | 9      |
| 3 | Spanje           | 5           | 2           | 2           | 1           | 8          | 10         | -2         | 8      |
| 4 | Pakistan         | 5           | 2           | 1           | 2           | 9          | 16         | -7         | 7      |
| 5 | Argentinië       | 5           | 1           | 1           | 3           | 10         | 13         | -3         | 4      |
| 6 | Zuid-Afrika      | 5           | 0           | 1           | 4           | 11         | 22         | -11        | 1      |

#### Uitslagen (Groep A)
alle tijden zijn West-Europese Zomertijd (UTC +1:00)
| 30 juli 2012 10:45                                        |       |             |                                                                      |
| Australië                                                 | 6 - 0 | Zuid-Afrika | Olympic Hockey Centre Scheidsrechters: Roel van Eert, Marcin Grochal |
| Dwyer 15', 47', 57' Ciriello 45' Butturini 32' Turner 61' |       |             | Olympic Hockey Centre Scheidsrechters: Roel van Eert, Marcin Grochal |

| 30 juli 2012 13:45 |       |          |                                                                 |
| Spanje             | 1 - 1 | Pakistan | Olympic Hockey Centre Scheidsrechters: Simon Taylor, Nigel Iggo |
| Quemada 46'        |       | 45' Butt | Olympic Hockey Centre Scheidsrechters: Simon Taylor, Nigel Iggo |

| 30 juli 2012 19:00                   |       |            |                                                                       |
| Groot-Brittannië                     | 4 - 1 | Argentinië | Olympic Hockey Centre Scheidsrechters: Raghu Prasad, Christian Blasch |
| Middleton 21', 41' Fox 48' Smith 52' |       | 54' Ibarra | Olympic Hockey Centre Scheidsrechters: Raghu Prasad, Christian Blasch |

| 1 augustus 2012 08:30 |       |                                                           |                                                                       |
| Spanje                | 0 - 5 | Australië                                                 | Olympic Hockey Centre Scheidsrechters: Kim Hong Lae, Christian Blasch |
|                       |       | 8' Ford 13' Butturini 28' Orchard 39' Turner 68' Ockenden | Olympic Hockey Centre Scheidsrechters: Kim Hong Lae, Christian Blasch |

| 1 augustus 2012 13:45                  |       |                         |                                                                  |
| Zuid-Afrika                            | 2 - 2 | Groot-Brittannië        | Olympic Hockey Centre Scheidsrechters: Nigel Iggo, Roel van Eert |
| Austin Smith 59' Jonathan Robinson 63' |       | 13', 67' Ashley Jackson | Olympic Hockey Centre Scheidsrechters: Nigel Iggo, Roel van Eert |

| 1 augustus 2012 19:00 |       |            |                                                                    |
| Pakistan              | 2 - 0 | Argentinië | Olympic Hockey Centre Scheidsrechters: John Whrigt, Marcin Grochal |
| Imram 29' Abbas 43'   |       |            | Olympic Hockey Centre Scheidsrechters: John Whrigt, Marcin Grochal |

| 3 augustus 2012 08:30 |       |            |                       |
| Australië             | 2 - 2 | Argentinië | Olympic Hockey Centre |
|                       |       |            | Olympic Hockey Centre |

| 3 augustus 2012 16:00 |       |          |                       |
| Groot-Brittannië      | 4 - 1 | Pakistan | Olympic Hockey Centre |
|                       |       |          | Olympic Hockey Centre |

| 3 augustus 2012 19:00 |       |        |                       |
| Zuid-Afrika           | 2 - 3 | Spanje | Olympic Hockey Centre |
|                       |       |        | Olympic Hockey Centre |

| 5 augustus 2012 10:45 |       |             |                       |
| Pakistan              | 5 - 4 | Zuid-Afrika | Olympic Hockey Centre |
|                       |       |             | Olympic Hockey Centre |

| 5 augustus 2012 19:00 |       |           |                       |
| Groot-Brittannië      | 3 - 3 | Australië | Olympic Hockey Centre |
|                       |       |           | Olympic Hockey Centre |

| 5 augustus 2012 21:15 |       |        |                       |
| Argentinië            | 1 - 3 | Spanje | Olympic Hockey Centre |
|                       |       |        | Olympic Hockey Centre |

| 7 augustus 2012 10:45 |       |          |                       |
| Australië             | 7 - 0 | Pakistan | Olympic Hockey Centre |
|                       |       |          | Olympic Hockey Centre |

| 7 augustus 2012 13:45 |       |             |                       |
| Argentinië            | 6 - 3 | Zuid-Afrika | Olympic Hockey Centre |
|                       |       |             | Olympic Hockey Centre |

| 7 augustus 2012 19:00 |       |                  |                       |
| Spanje                | 1 - 1 | Groot-Brittannië | Olympic Hockey Centre |
|                       |       |                  | Olympic Hockey Centre |

### Groep B
| # | Land          | Wedstrijden | Wedstrijden | Wedstrijden | Wedstrijden | Doelpunten | Doelpunten | Doelpunten | Punten |
| # | Land          | G           | W           | G           | V           | V          | T          | Saldo      | Punten |
| - | ------------- | ----------- | ----------- | ----------- | ----------- | ---------- | ---------- | ---------- | ------ |
| 1 | Nederland     | 5           | 5           | 0           | 0           | 18         | 7          | +11        | 15     |
| 2 | Duitsland     | 5           | 3           | 1           | 1           | 14         | 11         | +3         | 10     |
| 3 | België        | 5           | 2           | 1           | 2           | 8          | 7          | +1         | 7      |
| 4 | Zuid-Korea    | 5           | 2           | 0           | 3           | 9          | 8          | +1         | 6      |
| 5 | Nieuw-Zeeland | 5           | 1           | 2           | 2           | 10         | 14         | -4         | 5      |
| 6 | India         | 5           | 0           | 0           | 5           | 6          | 18         | -12        | 0      |

#### Uitslagen (Groep B)
alle tijden zijn West-Europese Zomertijd (UTC +1:00)
| 30 juli 2012 08:30 |       |               |                       |
| Zuid-Korea         | 2 - 0 | Nieuw-Zeeland | Olympic Hockey Centre |
|                    |       |               | Olympic Hockey Centre |

| 30 juli 2012 16:00 |       |       |                       |
| Nederland          | 3 - 2 | India | Olympic Hockey Centre |
|                    |       |       | Olympic Hockey Centre |

| 30 juli 2012 21:15 |       |        |                       |
| Duitsland          | 2 - 1 | België | Olympic Hockey Centre |
|                    |       |        | Olympic Hockey Centre |

| 1 augustus 2012 10:45 |       |           |                       |
| België                | 1 - 3 | Nederland | Olympic Hockey Centre |
|                       |       |           | Olympic Hockey Centre |

| 1 augustus 2012 16:00 |       |       |                       |
| Nieuw-Zeeland         | 3 - 1 | India | Olympic Hockey Centre |
|                       |       |       | Olympic Hockey Centre |

| 1 augustus 2012 21:15 |       |           |                       |
| Zuid-Korea            | 0 - 1 | Duitsland | Olympic Hockey Centre |
|                       |       |           | Olympic Hockey Centre |

| 3 augustus 2012 10:45 |       |               |                       |
| Nederland             | 5 - 1 | Nieuw-Zeeland | Olympic Hockey Centre |
|                       |       |               | Olympic Hockey Centre |

| 3 augustus 2012 13:45 |       |       |                       |
| Duitsland             | 5 - 2 | India | Olympic Hockey Centre |
|                       |       |       | Olympic Hockey Centre |

| 3 augustus 2012 21:15 |       |            |                       |
| België                | 2 - 1 | Zuid-Korea | Olympic Hockey Centre |
|                       |       |            | Olympic Hockey Centre |

| 5 augustus 2012 08:30 |       |        |                       |
| Nieuw-Zeeland         | 1 - 1 | België | Olympic Hockey Centre |
|                       |       |        | Olympic Hockey Centre |

| 5 augustus 2012 13:15 |       |            |                       |
| India                 | 1 - 4 | Zuid-Korea | Olympic Hockey Centre |
|                       |       |            | Olympic Hockey Centre |

| 5 augustus 2012 16:00 |       |           |                       |
| Nederland             | 3 - 1 | Duitsland | Olympic Hockey Centre |
|                       |       |           | Olympic Hockey Centre |

| 7 augustus 2012 08:30 |       |           |                       |
| Zuid-Korea            | 2 - 4 | Nederland | Olympic Hockey Centre |
|                       |       |           | Olympic Hockey Centre |

| 7 augustus 2012 16:00 |       |        |                       |
| India                 | 0 - 3 | België | Olympic Hockey Centre |
|                       |       |        | Olympic Hockey Centre |

| 7 augustus 2012 21:15 |       |               |                       |
| Duitsland             | 5 - 5 | Nieuw-Zeeland | Olympic Hockey Centre |
|                       |       |               | Olympic Hockey Centre |

## Play-offs

### Wedstrijd voor 11e en 12e plaats
alle tijden zijn West-Europese Zomertijd (UTC +1:00)
| 11 augustus 2012 08:30 |       |       |                       |
| Zuid-Afrika            | 3 - 2 | India | Olympic Hockey Centre |
|                        |       |       | Olympic Hockey Centre |

### Wedstrijd voor 9e en 10e plaats
alle tijden zijn West-Europese Zomertijd (UTC +1:00)
| 9 augustus 2012 08:30 |       |               |                       |
| Argentinië            | 1 - 3 | Nieuw-Zeeland | Olympic Hockey Centre |
|                       |       |               | Olympic Hockey Centre |

### Wedstrijd voor 7e/8e plaats
alle tijden zijn West-Europese Zomertijd (UTC +1:00)
| 9 augustus 2012 11:30 |       |            |                       |
| Pakistan              | 3 - 2 | Zuid-Korea | Olympic Hockey Centre |
|                       |       |            | Olympic Hockey Centre |

### Wedstrijd voor 5e/6e plaats
alle tijden zijn West-Europese Zomertijd (UTC +1:00)
| 11 augustus 2012 11:30 |       |        |                       |
| Spanje                 | 2 - 5 | België | Olympic Hockey Centre |
|                        |       |        | Olympic Hockey Centre |

## Knock-outfase
|  | Halve finale     | Halve finale     |   |                   | Finale            | Finale |
|  |                  |                  |   |                   |                   |        |
|  | 9 augustus 15:30 |                  |   |                   |                   |        |
|  | Australië        | 2                |   |                   |                   |        |
|  | Duitsland        | 4                |   |                   |                   |        |
|  |                  |                  |   |                   |                   |        |
|  |                  |                  |   |                   | 11 augustus 20:00 |        |
|  |                  |                  |   |                   | Duitsland         | 2      |
|  |                  | Nederland        | 1 |                   |                   |        |
|  |                  |                  |   |                   |                   |        |
|  |                  |                  |   |                   | Derde plaats      |        |
|  | 9 augustus 20:00 | 9 augustus 20:00 |   | 11 augustus 15:30 | 11 augustus 15:30 |        |
|  | Groot-Brittannië | 2                |   | Australië         | 3                 |        |
|  | Nederland        | 9                |   |                   | Groot-Brittannië  | 1      |

### Halve finale
alle tijden zijn West-Europese Zomertijd (UTC +1:00)
| 9 augustus 2012 15:30 |       |           |                       |
| Australië             | 2 - 4 | Duitsland | Olympic Hockey Centre |
|                       |       |           | Olympic Hockey Centre |

| 9 augustus 2012 20:00 |       |           |                       |
| Groot-Brittannië      | 2 - 9 | Nederland | Olympic Hockey Centre |
|                       |       |           | Olympic Hockey Centre |

### Wedstrijd voor 3e plaats
alle tijden zijn West-Europese Zomertijd (UTC +1:00)
| 11 augustus 2012 15:30 |       |                  |                       |
| Australië              | 3 - 1 | Groot-Brittannië | Olympic Hockey Centre |
|                        |       |                  | Olympic Hockey Centre |

### Finale
alle tijden zijn West-Europese Zomertijd (UTC +1:00)
| 11 augustus 2012 20:00 |       |           |                       |
| Duitsland              | 2 - 1 | Nederland | Olympic Hockey Centre |
|                        |       |           | Olympic Hockey Centre |